# 古立善之
古立 善之（ふるたち よしゆき、1974年 - ）は、日本テレビ放送網コンテンツ制作局専門局次長、ゼネラル・ディレクター。

## 人物
群馬県出身。群馬県立高崎高等学校では野球部に所属（92期生）。早稲田大学法学部卒業後、1997年に日本テレビ放送網入社。
2022年5月までは情報・制作局バラエティーセンター専門部長、チーフ・ディレクター。
「スーパージョッキー」のADからスタートし、「電波少年」「雷波少年」のディレクターを担当するなど、バラエティ畑を歩み続けている。影響を受けた番組は『なるほど・ザ・ワールド』。
日本テレビ系日曜ドラマ『ホットスポット』で、月曜から夜ふかし総合演出役の眞島秀和が演じる新座良幸は、古立の姓に反対の意味の漢字を当てて命名されており（古→新 立→座）、名には読みは同じだが異なる漢字が当てられている（善→良 之→行）。

## 担当番組

### 現在の担当番組
- 企画・演出
  - 世界の果てまでイッテQ!
  - 月曜から夜ふかし
  - 1億3000万人のSHOWチャンネル

- 企画・総合演出
  - うわっ!ダマされた大賞
- 演出
  - 満天☆青空レストラン
  - 24時間テレビ（32・34・36・42・46回は総合演出、40回は武道館演出、30・31・33・35・37・38・39・41・43 ・44 ・45・47回はS1サブ演出）

- 総合演出
  - 千鳥かまいたちゴールデンアワー
  - マツコ、リアルする

- 企画・監修
  - 相葉モータース

- 監修
  - 上田と女が吠える夜

### 過去の担当番組
- 企画・演出
  - クイズ発見バラエティー イッテQ!
  - ミリオンダイス
  - 嵐にしやがれ
  - 映画『金メダル男』公開直前スペシャル
  - 今夜ウドウ会

- 企画・総合演出
  - 二宮和也の!日本調査
  - 全国好きな嫌いなアナウンサー大賞

- 演出
  - たべごろマンマ!
  - 雲と波と少年と
  - 未知の世界を撮りたい 驚き(秘)映像ハンター!ドリームビジョン
  - 笑って年越し!世代対決 昭和芸人vs平成・令和芸人（QTube）

- 総合演出
  - 日テレ系人気番組No.1決定戦（イッテQ!ブロック）
  - 日テレ系 春の特別授業SP
  - 日テレ系人気番組 春秋のコラボSP!
  - THE MUSIC DAY 2022（以前は「嵐にしやがれコラボ企画」演出）

- 演出統括
  - 遊ワク☆遊ビバ!

- 監修
  - 出川哲朗のアイ・アム・スタディー
  - 変ラボ
  - 女が女に怒る夜
  - with MUSIC
- ディレクター
  - 進め!電波少年
  - 進ぬ!電波少年
  - 電波少年に毛が生えた 最後の聖戦
  - 雷波少年
  - いけ年こい年
  - 驚き!謎マネー100連発・世間を騒がすアノ値段一挙公開スペシャル
  - 行列のできる法律相談所
  - エンタの神様
  - 笑いの巨人
- アシスタントディレクター
  - スーパーJOCKEY